# 薬師寺保栄 対 辰吉丈一郎戦
薬師寺保栄 対 辰吉丈一郎戦（やくしじやすえい たい たつよしじょういちろうせん）は、1994年12月4日に日本の愛知県名古屋市南区の名古屋市総合体育館レインボーホールで行われたプロボクシングWBC世界バンタム級王座統一戦である。

## 解説
ボクシング史上初の日本人同士による世界王座統一戦であり、日本中から大きな注目を集めた。事前に興行権入札が実施され、薬師寺陣営が落札した。両者で繰り広げられた激しい舌戦と1億7000万円とも言われた破格のファイトマネーも話題になった。
入札に至った背景には両陣営のテレビ放映権がネックとなり興行権がまとまらなかったことにある。薬師寺陣営はTBS系列の中部日本放送、辰吉陣営は日本テレビ系列のよみうりテレビがそれぞれ放映権を持ち、開催地も薬師寺陣営は名古屋、辰吉陣営は大阪または東京、それぞれ主張し、どちらも譲らなかったためである。入札には両陣営に加え、世界的プロモーターのドン・キングも参加したことも大きな驚きとなった。
試合は中部日本放送製作TBS系列で生中継され、視聴率は関東地区39.4％、関西地区43.8％、東海地区52.2％を記録した。ラジオも中部日本放送製作JRN16局ネットで生中継された。

## テレビ中継出演者
司会
- 島田紳助

ゲスト
- 赤井英和

実況
- 塩見啓一（CBCアナウンサー）

解説
- 具志堅用高
- 井岡弘樹

リポーター
- 伊藤敦基（CBCアナウンサー・薬師寺サイド）
- 赤木誠（MBSアナウンサー・辰吉サイド）